# Скарабеи
Скарабе́и (лат. Scarabaeus) — род жуков семейства Пластинчатоусые.

## Описание
Жуки длиной 9,5—41 мм. Тело крупное, широкоовальное или параллельностороннее, слабо выпуклое сверху и снизу, низ и ноги в длинных тёмных волосках, окраска наших видов чёрная.
Голова поперечная, копательная, наличник спереди вооружен 4 сильными зубцами, щеки закруглённо-треугольные с вытянутым в зубец передним краем; таким образом голова спереди имеет 6 зубцов. Переднеспинка простая, сильно поперечная, с боков и на основании обычно мелко зазубрена. Надкрылья длиннее переднеспинки в 1,5—2 раза, их основание не окаймлено, дорсальная поверхность с 6 бороздками, 7-я и 8-я бороздки заменены сближенными боковыми килями. Пигидий на основании окаймлён. Передние голени копательные, с 4 сильными наружными зубцами в дистальной половине, базальная часть наружного края мелко зазубрена до основания и в длинных волосках. Средние и задние голени тонкие и длинные, более или менее саблевидно изогнуты, их вершинные шпоры отделены явственным швом. Средние и задние лапки тонкие, дорсовентрально уплощённые, с двумя коготками, иногда очень маленькими. Половой диморфизм развит слабо.

## Ареал
В настоящее время известно 100 видов рода, преимущественно из Афротропической области; в Индо-Малайской области известны 4 вида; в Западном полушарии и Австралии они отсутствуют. Из Палеарктики известны 20 видов. В фауне бывшего СССР — 8 видов из двух подродов.

## Биология

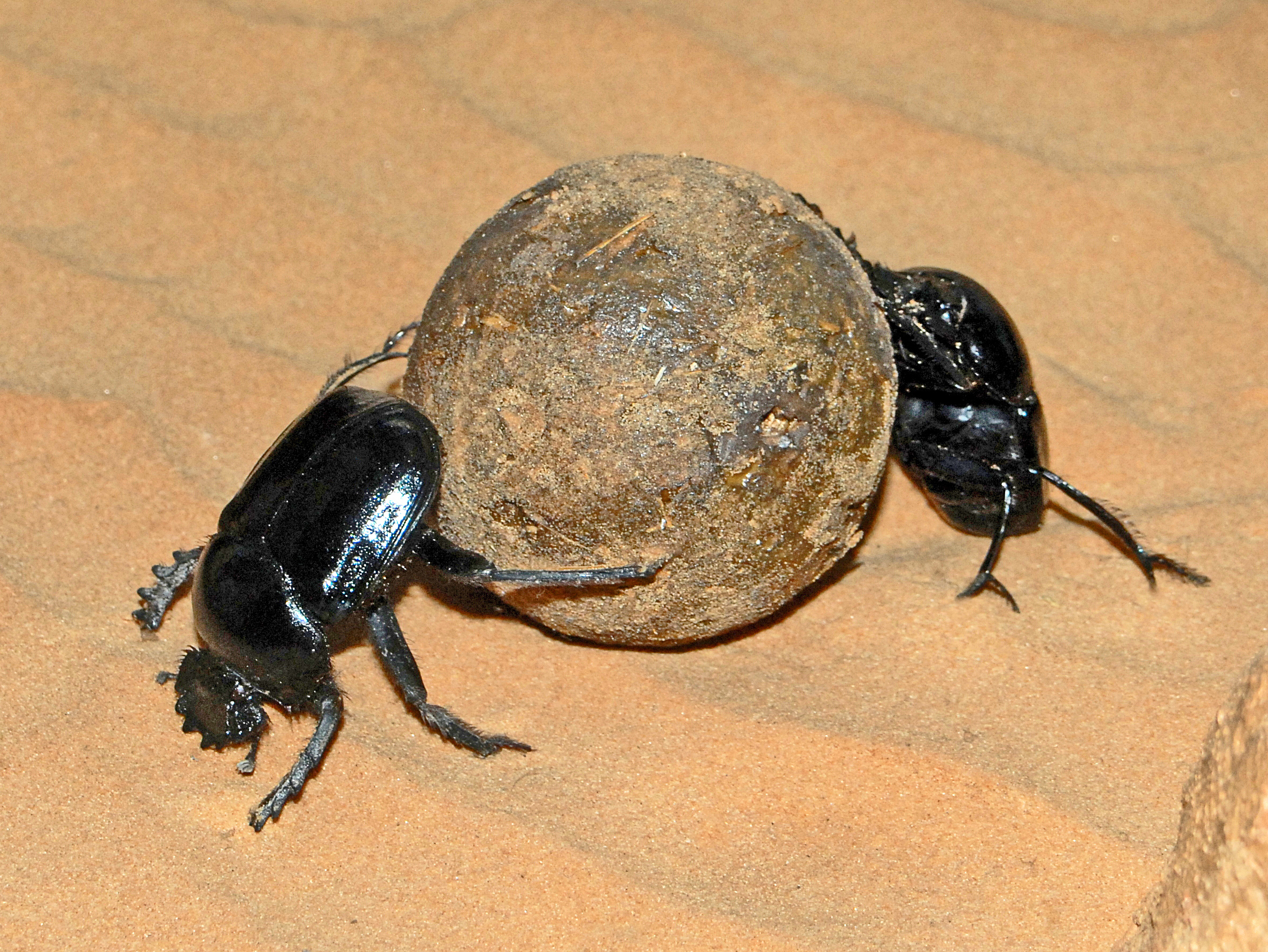
Scarabaeus sacer с шариком из навоза

Представители рода — типичные обитатели аридных ландшафтов с жарким и сухим летом. Жуки появляются весной и пока ночи холодные, активны в жаркое время дня. Летом большинство видов переходят на ночной образ жизни, когда начинается интенсивный лёт на источники света. Жуки, слетаясь к кучкам навоза, изготавливают из него шарики разного размера, иногда значительно превышающие размеры самого жука. Эти шарики укатываются на расстояние десятков метров и в подходящих местах закапываются в землю, где поедаются одним или двумя жуками. При перекатывании шариков жуки ориентируются на источники света. Нередко из-за обладания готовым шариком между жуками возникают драки. В процессе совместного катания шариков образуются «супружеские» пары, начинающие работать совместно и заготавливать пищу для потомства. С этой целью самцы и самки выкапывают норки, заканчивающиеся на глубине 10—30 см гнездовой камерой. В них происходит спаривание, после чего самец обычно покидает гнездо, а самка приступает к изготовлению одного или двух-трёх (в зависимости от вида) грушевидных навозных овоидов. В их узкой части помещается круглая «колыбелька» и откладывается яйцо, после чего вход в норку засыпается. Стадия яйца длится 5—12 дней, личинки 30—35 дней, куколки — около двух недель. Оплодотворённые самки способны за активный период выкопать более десятка норок-гнезд. Жуки, после превращения из куколок, остаются внутри овоидов, преобразованных в «ложный кокон», длительное время, пока осенние или весенние дожди не размягчат их, а иногда в них зимуют.

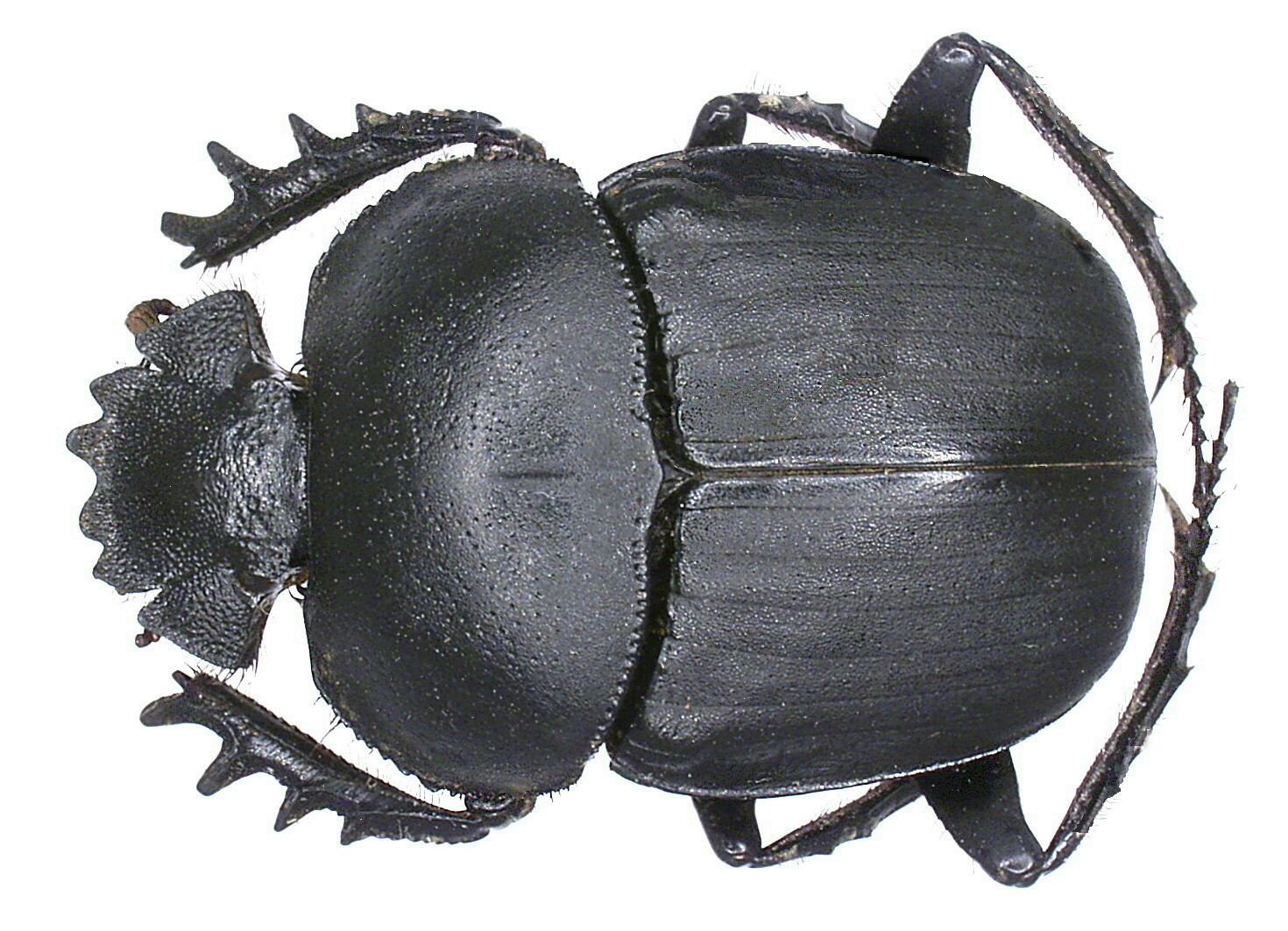
Scarabaeus ambiguus
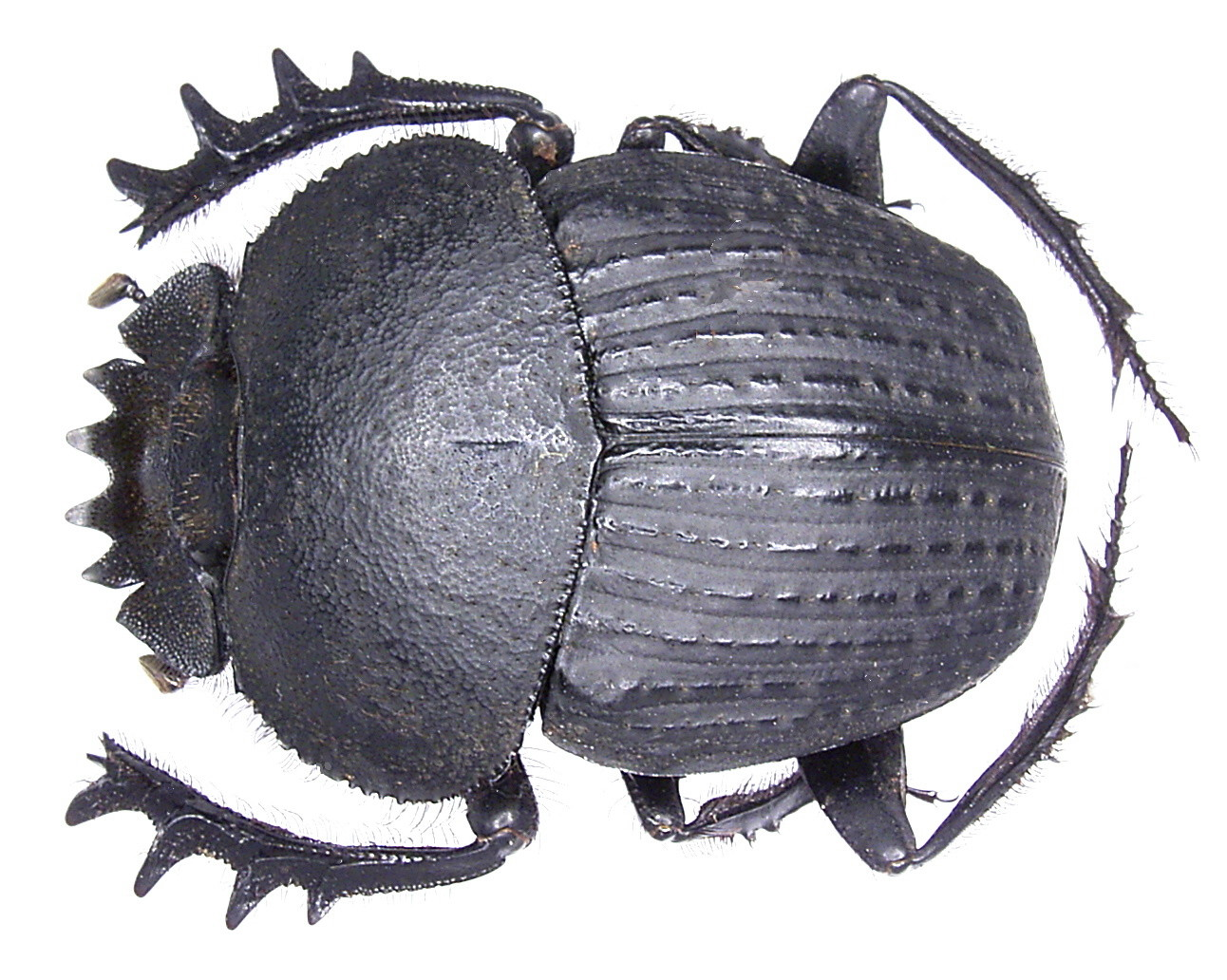
Scarabaeus catenatus
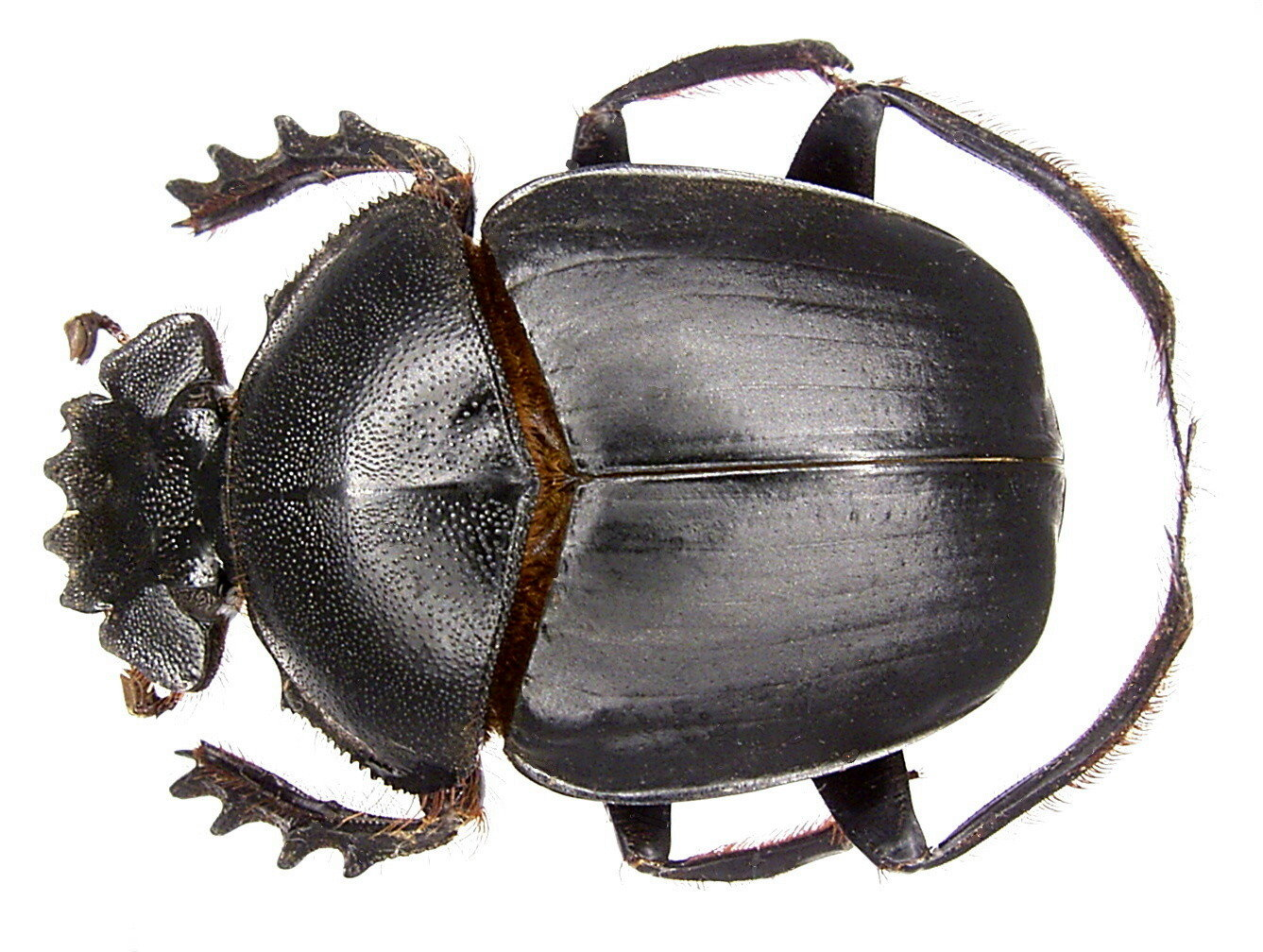
Scarabaeus jalof
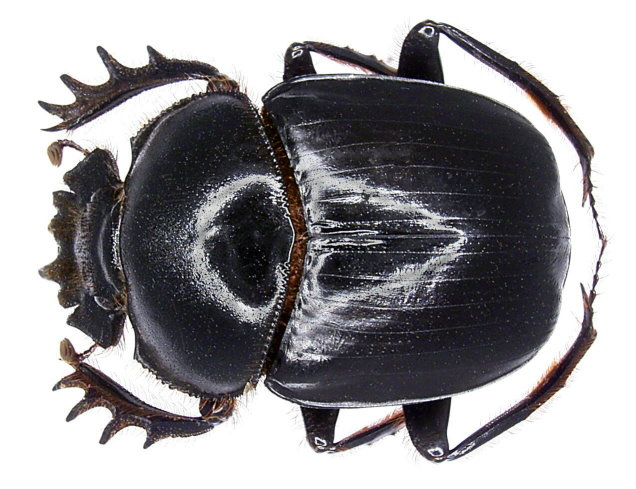
Scarabaeus nitidicollis
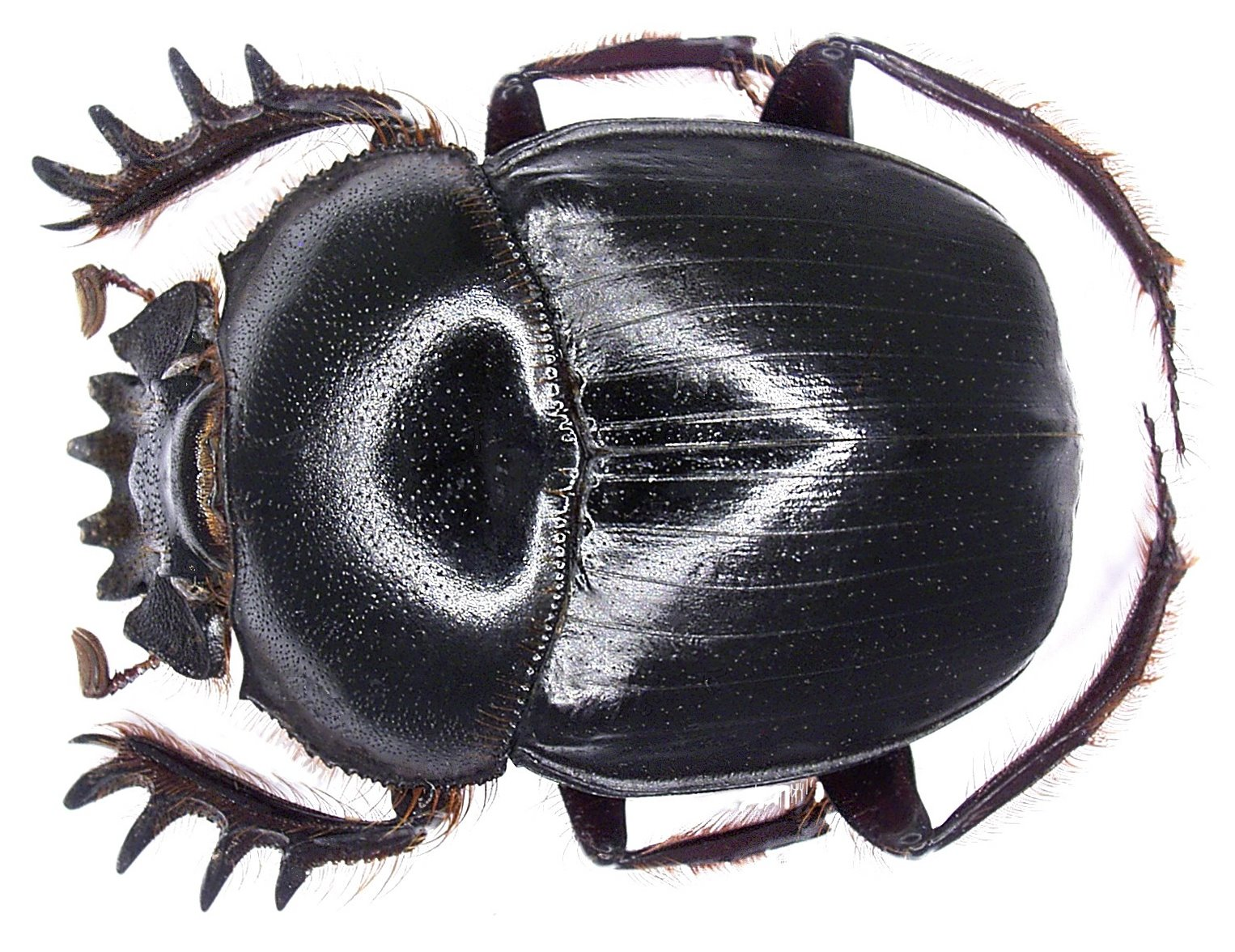
Scarabaeus satyrus
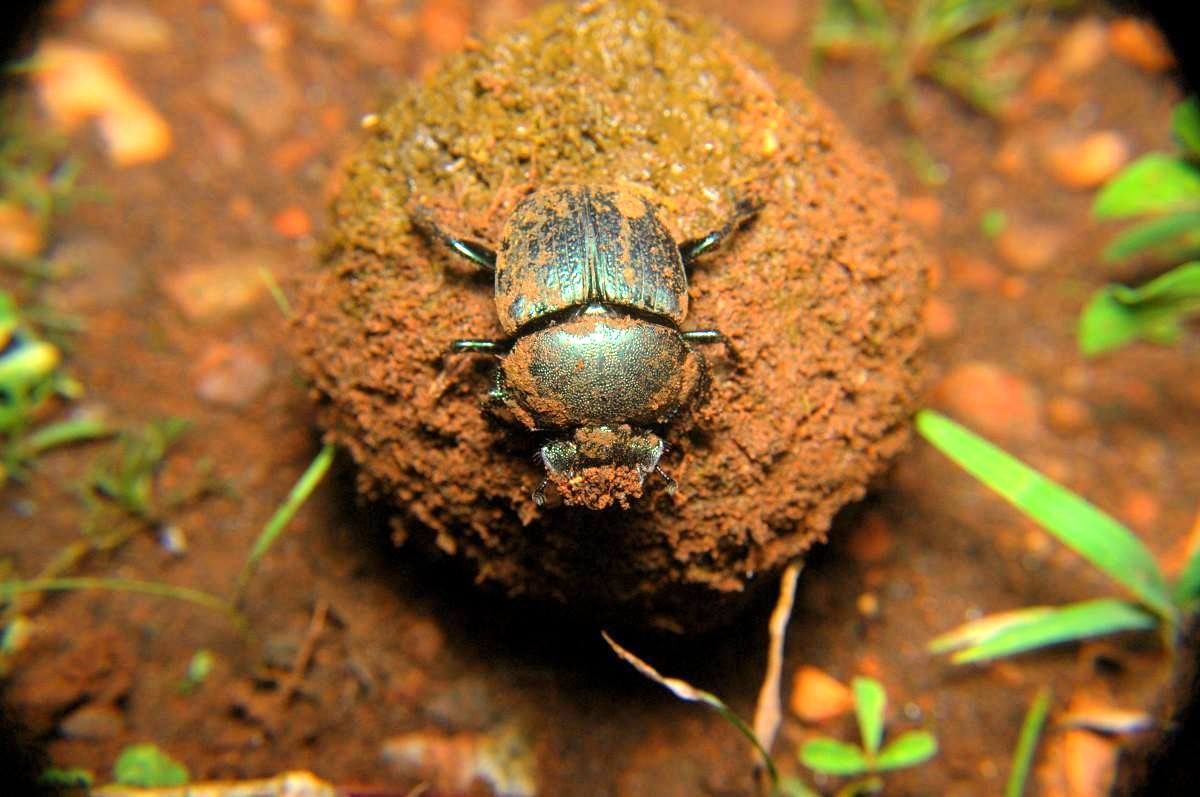
Scarabaeus sanctus

## Наиболее известные виды
- Scarabaeus (Ateuchetus) armeniacus Ménetriés, 1832.
- Scarabaeus (Ateuchetus) cicatricosus (Lucas, 1846).
- Scarabaeus (Ateuchetus) laticollis Linnaeus, 1767.
- Scarabaeus (Ateuchetus) puncticollis (Latreille, 1819).
- Scarabaeus (Ateuchetus) semipunctatus Fabricius, 1792.
- Scarabaeus (Ateuchetus) variolosus Fabricius, 1787.
- Scarabaeus (Scarabaeus) babori Balthasar, 1934.
- Scarabaeus (Scarabaeus) bannuensis Janssens, 1940.
- Scarabaeus (Scarabaeus) carinatus (Gebler, 1841).
- Scarabaeus (Scarabaeus) pius (Illiger, 1803).
- Scarabaeus (Scarabaeus) sacer Linnaeus, 1758. -
- Scarabaeus (Scarabaeus) typhon (Fischer, 1824).
- Scarabaeus (Scarabaeus) winkleri Stolfa, 1938.